# Smyrniopsis cachroides
Smyrniopsis cachroides är en flockblommig växtart som beskrevs av Pierre Edmond Boissier. Smyrniopsis cachroides ingår i släktet Smyrniopsis och familjen flockblommiga växter. Inga underarter finns listade i Catalogue of Life.